# 無明逆流れ
『無明逆流れ』（むみょうさかながれ）は、南條範夫の時代小説（1957年初版）のちに，短編連作集『駿河城御前試合』（徳間書店刊）収録の一篇。「無明逆流れ」を漫画化した、とみ新蔵の劇画作品。1967年発表。
山口貴由の『シグルイ』と原作を同とする。

## あらすじ
寛永6年、後に寛永御前試合として知られる11組の真剣試合が、駿府城で行なわれた。中でも第1試合は壮烈を極めるものであったという。
対戦者2名が試合場に現れた時、観客は驚きの声を上げた。なぜなら、東側の幕から現れた男は容姿端麗ながらも両目が盲いており、西側の幕から現れた男は左手の腕が付け根からなかったのである。西側の男の眼が、異様なほどの殺意と憎悪に光った……。

## 原作・シグルイとの違い
約210ページの短編作品であり、大胆な脚色により長編作品となった『シグルイ』と比べると、原作に近い内容となっている。
原作・『シグルイ』との主な違いとしては、まず、いくと清玄が惹かれあうようになったエピソードが追加されていることが挙げられる。暴漢に襲われそうになったいくを清玄が助けた時から互いに惹かれており、虎眼に悪いと感じながらも隠れて逢引を行なっていた、という背景が説明されているが、これは原作にはない。
また、清玄が盲目となり、虎眼流道場へ討ち入りを行なうようになるまでの経過も異なっている。
シグルイでは、いくと清玄は二人とも一旦飛騨の山奥に匿われた後再起を図るが、本作では清玄は放逐された後、失意のうちに各地を点々としており、それをいくが探し出して再起を促すという流れになっている（原作ではこの間の描写そのものがない）。また、同棲を始めて以降は、いくが仕立ての仕事を行なって生計を立てていることがわかる。
さらに、本作の清玄は、理不尽な殺され方をした按摩の弔いのために山賊を倒すエピソードが追加されたり、いくへ純粋な感謝の気持ちや愛の心を向けていることが描写されるなど、『シグルイ』で見られる人間離れし、怪人然とした人物像の清玄とは異なり、正義感があって人間的な感情を持った人物として描かれている。
最も原作・『シグルイ』と異なる要素は、清玄に成敗されて復讐を誓った元山賊頭、黒伏甚内の存在である。前述の按摩の弔い勝負の際、両腕を切られて不具の身の上にされた黒伏は、それを恨みに思って伊良子を暗殺する機会を窺っているという人物であり、原作では特に説明されていなかった徳川忠長の家来の馬が暴走するエピソード（『シグルイ』には存在しない）では、黒伏が裏で関わっていたことが判明する他、藤木に打倒伊良子のヒントを与えるなど、重要な役割を担った人物となっている。
藤木と三重の関係も原作に対し、より突っ込んで描かれており、藤木は三重に夜這いを敢行するような（『シグルイ』では贈り物を渡しに行っただけである）、より情熱的な人物として描かれている。
『シグルイ』に影響を与えたと考えられるエピソードも存在する。駿府城家老の三枝（『シグルイ』では掛川藩目付の柳沢頼母）に伊良子仇討ちの申請に行った際、剣の腕前を披露するが、この際「正座の姿勢から一気に飛び上がり、空中で回転しながら屋敷の天井の桟（横木）を剣で切り取り、再び正座で着地する」という技を見せている。『シグルイ』では、これが桟ではなく真後ろに居た人間である。原作には、このようなシーンは存在しない。
なお、原作の「剣士凡て斃る」の一篇は本作に存在しないため、小村との因縁や笹原との対決のエピソードはない。黒伏との二人きりの会話の後、藤木が去っていく場面で幕が降ろされている。